# Mihal Grameno
Mihal Grameno (Korça, 1871. január 13. – Korça, 1931. február 5.) albán publicista, szabadságharcos, író, költő. Az albán nemzeti mozgalom, a Rilindja korszakának kiemelkedő alakja volt. Fiatal korától részt vett az albán önállósági törekvésekben, az 1880-as évek második felétől a romániai albánok társadalmi életét szervezte. 1907-től hazájában szabadságharcosként fegyverrel, ezzel párhuzamosan szerkesztőként és publicistaként tollal harcolt országa függetlenségéért. Nevéhez fűződik az egyik első albán nyelvű folyóirat, a korçai Koha (’Az Idő’) szerkesztése (1908–1926). Publicisztikai tevékenysége mellett írt hazafias verseket, rövid prózát és drámai műveket, legjelentősebb műve 1925-ben megjelent, a függetlenségi harcok idejét felelevenítő memoárkötete.

## Életútja
Korçai kereskedőcsalád sarja volt. Alaptanulmányait szülővárosának görög tannyelvű iskolájában végezte el, majd tizennégy évesen, 1885-ben kivándorolt Romániába. Bukarestben élve csatlakozott a helyi albán közösség hazafias társasága, a Drita (’Fény’) tevékenységéhez, 1889-től a szervezet titkári teendőit látta el.
A későbbiekben Grameno visszatért Albániába, és 1907-től Çerçiz Topulli gerillacsapatában harcolt az albánok önállóságáért. Részt vett Gjirokastra török csendőrparancsnokának meggyilkolásában, 1908. március 5-én pedig a mashkullorai csatában, amelyben kilencedmagával vette fel a harcot egy 150 fős oszmán alakulattal szemben. A fegyveres küzdelem mellett faluról falura járva terjesztették az albanianizmus, azaz az albánok felekezeti széttöredezettségen felülemelkedő nemzeti egység eszméjét, albán nyelvű könyveket juttattak el a dél-albániai falvakba. 1908. december 28-án Hilë Mosival Koha (’Az Idő’) címen elindították politikai-irodalmi hetilapjukat, Korça első – és Albánia egyik első – folyóiratát. Grameno 1909. február 1-jén Korçában kiadta Lidhja Orthodokse (’Ortodox Szövetség’) című folyóiratának első számát. A kéthetente megjelenő lap 1910. júniusi betiltásáig terjesztette a nacionalista albán törekvések eszméit, sürgette az albán nyelvű liturgia és iskolai oktatás bevezetését az ortodox délalbánok körében. Az ennek során kibontakozott mozgalom Korçából kiterjedt Janina, Berat, Elbasan és Durrës térségére is.
Az 1911-es felkelés során Grameno ismét felcsapott gerillának, és harmadmagával irányította a dél-albániai fegyveres ellenállást. Korçában önkénteseket toborzott, felruházta őket, Korfu szigetéről pedig fegyvert csempészett be az országba. 1911 júliusában az oszmán hatóságok letartóztatták, és Korçában rövid időre börtönbe vetették. 1915-ben Grameno az Amerikai Egyesült Államokba emigrált, a New York állambeli Jamestownban telepedett le, és négy éven keresztül, 1919-ig itt folytatta a Koha szerkesztését. Az első világháború zűrzavaros, Albániát több részre szakító és a frissen megszerzett államiság elvesztésével fenyegető éveit követően az amerikai albán közösség Gramenót hatodmagával az 1919-es párizsi béketárgyalásokra delegálta, hogy az albán érdekeket képviseljék. Grameno és Kristo Dako már ezt megelőzően, 1918. július 20-án memorandumot intéztek Woodrow Wilson amerikai elnökhöz, amelyben az albánok függetlenséghez való joga mellett érveltek, és felvázolták a Délnyugat-Balkán etnikai képét. 1919 márciusában Grameno hazatért Korçába, és 1926-ig itt folytatta a Koha szerkesztését.

## Munkássága
Költőként 1903-ban írt, Vdekja (’A halál’) című hazafias verse tette ismertté. 1912-ben Manasztirban jelent meg verseskötete Plagët (’Sebek’) címmel, de ahogy 1903-as versét, úgy ezeket a költeményeket is inkább a lobogó hazafiasság, semmint költői vagy formanyelvi kiforrottság jellemezte. Elbeszélései és egyéb prózai művei, kisebb részben drámai művei lírájánál magasabb irodalmi színvonalat képviseltek. Ez utóbbiak sorából kiemelkedett 1925-ben Vlorában Kryengritja shqiptare (Az albán felkelés) címmel megjelent, szépirodalmi igényű visszaemlékezése, valamint 1906-ban az ókori epiróta uralkodóról, Pürrhoszról írt drámája.

## Emlékezete
Grameno saját korában, de az utókor szemében is az albánság nemzeti küzdelmeinek egyik legemblematikusabb figurája. Rendezetlen szakállával és átható tekintetével, az egyszerre gerillaharcos és lapszerkesztő Grameno a külföld számára a romantikus nacionalizmustól túlfűtött, kreatív energiákkal teli balkáni szabadságharcos archetípusát testesítette meg. Korçai lakóháza műemléki védelmet élvez.